# Pulau Saigon

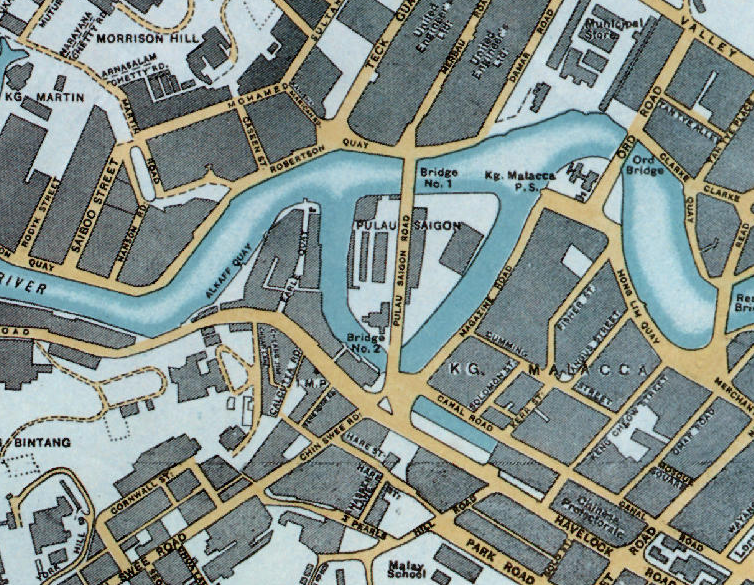
Die Insel Pulau Saigon in den 1930er Jahren, hier mit den beiden Brücken und dem westlichen und östlichen Flussarm, später zugeschüttet.

Pulau Saigon, auch als Pulo Saigon bekannt, deutsch Insel Saigon, war eine kleine Insel auf dem Singapore River in Singapur. Sie befand sich früher in der Nähe der Robertson Quai. Nachdem der südliche Flussarm im Zuge der Landgewinnungsprojekte zugeschüttet wurde, existiert sie heute nicht mehr und gehört somit zum Festland.

## Geschichte
Die Insel, die ursprünglich nur aus einem Mangroven-Sumpf bestand, tauchte zum ersten Mal 1878 auf einer Karte von Singapur auf; damals befand sich auf ihr das Dorf Kampong Saigon (wörtlich Dorf Saigon), das auf der Karte verzeichnet wurde. Nach einer Vergrößerung der Insel 1884 sind Händler hinzugezogen und haben dort Lager für ihre Waren aus Indochina gebaut. Nach 1900 befanden sich dort außerdem Reis- und Sago-Mühlen sowie verschiedene Warenhäuser, angeblich auch eine städtische Verbrennungsanlage für den lokalen Müll.
Seit den 1890er Jahren wurde die Insel durch die Pulau Saigon Bridge mit dem Festland verbunden: die so genannte Bridge No. 1 verband sie mit dem Nordufer von Singapore River, die Bridge No. 2 mit dem Südufer. In den frühen 1970er Jahren fing man an – entsprechend dem Landgewinnungsprojekt der Stadt Singapur –, den Flussarm südwestlich der Insel zuzuschütten, in den 1990er Jahren wurde die restlichen südöstlichen Gewässer zurückgewonnen und die Insel hörte auf zu existieren.